# 374. strelska divizija (ZSSR)
374. strelska divizija (izvirno rusko 374. стрелковая дивизия; kratica 374. SD) je bila strelska divizija Rdeče armade v času druge svetovne vojne.

## Zgodovina
Divizija je bila ustanovljena avgusta 1941 v Bologovu in razpuščena leta 1946 v Turkestanskem vojaškem okrožju.